# Corrente do Labrador

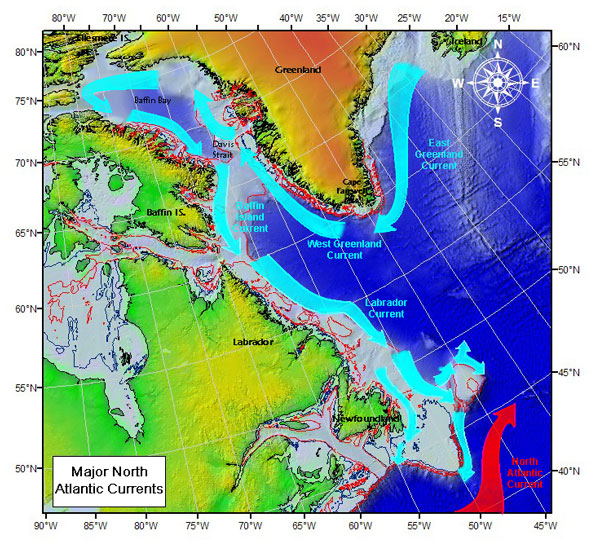
Principais correntes oceânicas no Atlântico Noroeste.

A corrente do Labrador inicia-se pela corrente leste da Groenlândia que termina no sul da Groenlândia.
A corrente estende-se do sudoeste da  Groenlândia até o norte e continua pela costa leste do Canadá do norte até o sul, encontrando-se com a corrente da Flórida. Recebe o seu nome por meio da Península do Labrador.
Crê-se que o transporte da corrente do Labrador contém uma grande componente barotrópica. Estimativas iniciais indicam que a corrente poderá ser 30% mais forte do que os cálculos geostróficos indicavam, em função de um componente de fluxo barotrópico significativo. O transporte total é estimado em 7,6 sverdrup.